# Ben Cardin
Benjamin Louis Cardin, detto Ben (Baltimora, 5 ottobre 1943), è un politico statunitense, senatore per lo stato del Maryland dal 2007 al 2025 ed in precedenza membro della Camera dei Rappresentanti per lo stesso stato dal 1987 al 2007.